# Hallwag
Hallwag est une maison d'édition et d'imprimerie suisse.

## Histoire
Hallwag, qui tire son nom de la contraction « Haller et Wagner », est fondée à Berne en 1912 lorsque l'éditeur Otto Richard Wagner repris l'imprimerie Haller AG. 
Dans les premières années, la maison édite principalement des magazines spécialisés, puis étoffa son catalogue avec des cartes routières dès 1920, des livres dès la Seconde Guerre mondiale. En 1998, l'imprimerie fut vendue ; trois ans plus tard, le secteur éditorial fut à son tour repris par une maison d'édition allemande.